# ISS-Expeditie 73
ISS-Expeditie 73 is de drieënzeventigste missie naar het Internationaal ruimtestation ISS. De missie begon op 19 april 2025 met het vertrek van Sojoez MS-26 van het ISS terug naar de Aarde en eindigt medio december 2025.

## Bemanning
| Sojoez MS-27            | Sergej Ryzjikov, Roskosmos 3e ruimtevlucht       | Flight Engineer | Flight Engineer | Flight Engineer | Flight Engineer |
| Sojoez MS-27            | Alexey Zubritsky, Roskosmos 1e ruimtevlucht      | Flight Engineer | Flight Engineer | Flight Engineer | Flight Engineer |
| Sojoez MS-27            | Jonny Kim, NASA 1e ruimtevlucht                  | Flight Engineer | Flight Engineer | Flight Engineer | Flight Engineer |
| SpaceX Crew-10          | Anne McClain, NASA 2e ruimtevlucht               | Flight Engineer | Flight Engineer | -               | -               |
| SpaceX Crew-10          | Nichole Ayers, NASA 1e ruimtevlucht              | Flight Engineer | Flight Engineer | -               | -               |
| SpaceX Crew-10          | Takuya Onishi, NASA 2e ruimtevlucht              | Commandant      | Commandant      | -               | -               |
| SpaceX Crew-10          | Kirill Peskov, Roskosmos 1e ruimtevlucht         | Flight Engineer | Flight Engineer | -               | -               |
| SpaceX Crew-11          | Zena Cardman, NASA 1e ruimtevlucht               | -               | Flight Engineer | Flight Engineer | Flight Engineer |
| SpaceX Crew-11          | Michael Fincke, NASA 4e ruimtevlucht             | -               | Flight Engineer | Flight Engineer | Flight Engineer |
| SpaceX Crew-11          | Kimiya Yui, JAXA 2e ruimtevlucht                 | -               | Flight Engineer | Flight Engineer | Flight Engineer |
| SpaceX Crew-11          | Oleg Platonov, Roskosmos 1e ruimtevlucht         | -               | Flight Engineer | Flight Engineer | Flight Engineer |
| Sojoez MS-28 (planning) | Sergej Koed-Svertsjkov Roskosmos 2e ruimtevlucht | -               | -               | -               | Flight Engineer |
| Sojoez MS-28 (planning) | Sergej Mikayev, Roskosmos 1e ruimtevlucht        | -               | -               | -               | Flight Engineer |
| Sojoez MS-28 (planning) | Christopher Williams, NASA 1e ruimtevlucht       | -               | -               | -               | Flight Engineer |